# Struga (dopływ Drwęcy koło Golubia-Dobrzynia)
Struga – rzeka, prawostronny dopływ Drwęcy o długości 34,69 km. Zlewnia dolnego biegu jest znacznie zalesiona, na całej długości Strugi ustanowiono obszar chronionego krajobrazu, który łączy się z doliną Drwęcy. Na obszarze tym występuje wiele gatunków fauny i flory oraz kilkanaście pomników przyrody.